# Romain Seigle
Romain Seigle (ur. 11 października 1994 w Vienne) – francuski kolarz szosowy, przełajowy i górski.

## Osiągnięcia

### Kolarstwo szosowe
Opracowano na podstawie:
2018
- 2. miejsce w Boucles de la Mayenne

2019
- 5. miejsce w mistrzostwach świata (mieszana jazda drużynowa na czas)

### Kolarstwo przełajowe
Opracowano na podstawie:
2011
- 3. miejsce w mistrzostwach Europy juniorów

2012
- 3. miejsce w klasyfikacji generalnej Pucharu Świata juniorów

### Kolarstwo górskie
Opracowano na podstawie:
2012
- 1. miejsce w mistrzostwach Europy juniorów (cross-country)

## Rankingi

### Kolarstwo szosowe
| Rok             | 2017  | 2018 | 2019 | 2020 | 2021  |
| --------------- | ----- | ---- | ---- | ---- | ----- |
| UCI World Tour  | -     | 353. |      |      |       |
| World Ranking   | 1600. | 619. | 991. | 570. | 1026. |
| UCI Europe Tour | 1016. | 414. | 713. | 465. | 763.  |
|                 |       |      |      |      |       |
| Źródło: UCI     |       |      |      |      |       |